# Mrs. Harris Goes to Paris
Mrs. Harris Goes to Paris är en engelsk-fransk dramakomedi från 2022 som handlar om städerskan Ada Harris som finner en Dior-klänning hos en av sina kunder. Efter att ha fått en krigsänkas pension reser hon till Paris för att köpa sig en egen Dior-klänning. I huvudrollerna ses Lesley Manville och Isabelle Huppert. Filmen är regisserad av Anthony Fabian och bygger på en roman av Paul Gallico.

## Rollista (urval)
- Lesley Manville – Ada Harris
- Isabelle Huppert – Claudine Colbert
- Lambert Wilson – Marquis de Chassagne
- Alba Baptista – Natasha
- Lucas Bravo – André Fauvel
- Ellen Thomas – Vi Butterfield
- Rose Williams – Pamela Penrose
- Jason Isaacs – Archie
- Anna Chancellor – Lady Dant
- Christian McKay – Giles Newcombe
- Freddie Fox – RAF-officer
- Guilaine Londez – Madame Avallon
- Philippe Bertin – Christian Dior
- Roxane Duran – Marguerite